# Jugoslovanska brigada Rdeče armade
Jugoslovanska brigada Rdeče Armade je bila vojaška formacija v času druge svetovne vojne (1941-1945). Spomladi leta 1944 so po nalogu Stalina v Sovjetski zvezi ustanovili Prvo in Drugo jugoslovansko brigado Rdeče Armade, ki sta se borili proti nacistični Nemčiji in nemški armadi. V brigadi so vključili v Sovjetski zvezi živeče jugoslovanske komuniste in jugoslovanske mobilizirance v nemško vojsko, ki so se znašli v sovjetskem ujetništvu. Brigadi so vodili vojaški poveljniki in politkomisarji, v imenu Komunistične partije. Prvo jugoslovansko brigado Rdeče Armade so ustanovili v začetku leta 1944. V sestavi druge ukrajinske fronte so jo poslali na bojišče konec julija 1944. Njeni borci so se borili v Moldaviji, v okolici Kišinjeva in Jaša ter sodelovali pri osvoboditvi Romunije. Po dogovoru med Stalinom in Titom so Sovjeti brigado skupaj z orožjem prepustili jugoslovanskim partizanom. 6. oktobra 1944 je Prva jugoslovanska brigada po umiku nemških enot pri mestu Kladovo prispela v Srbijo, kjer so jo postavili pod poveljstvo 14. korpusa NOB Jugoslavije. Brigada se je borila proti nemškim silam na področju Ibra in ob hudih izgubah, 4. decembra zasedla mesto Čačak. Sodelovala je tudi v bojih za osvoboditev Beograda, na Sremski fronti, v Slavoniji in v Prekmurju. Ob koncu vojne jo je sestavljala petina borcev, ki so v Jugoslavijo prišli iz Sovjetske zveze. Druga jugoslovanska brigada Rdeče Armade je bila v Moskvi ustanovljena poleti 1944 in bila decembra poslana prek Bukarešte v srbsko mesto Pančevo. Njeni borci so bili priključeni v partizansko 6. liško divizijo, ki se je borila v Srbiji, BiH in na Hrvaškem. Znana je tudi po tem, da je v njej bila Jovanka Budisavljevič, žena nekdanjega jugoslovanskega, komunističnega voditelja Josipa Broza.